# Zilveren Bal
La Zilveren Bal était un tournoi de football annuel ayant lieu entre mi-août et début septembre à Rotterdam durant la première partie du XXe siècle. Le tournoi a longtemps été considéré comme plus prestigieux que la coupe organisée par la KNVB.

## Organisation
Les équipes des deux premières divisions des championnats de la KNVB pouvaient s'inscrire au tournoi. Le trophée pouvait être gardé si une équipe remportait 3 fois consécutivement la coupe ou si elle remportait 5 éditions.
16 équipes prenaient part au tournoi. Le deuxième tour (quarts de finale) se jouait habituellement le même jour que la demi-finale.

## Histoire
Le tournoi est originellement créé par le Sparta Rotterdam lors de sa dégradation de la Eerste Klasse en 1901, pour pouvoir continuer à affronter des équipes de premier plan.  
Après 3 victoires consécutives lors des 3 premières éditions du tournoi, HVV remporte définitivement la première édition du trophée.
En 1907, le tournoi ne pouvant pas être accueilli par le Sparta, qui déménage du terrain de Schuttersveld vers ses nouveaux terrains de Prinsenlaan, le HFC accueille la compétition à Haarlem.
En 1909, une épidémie de choléra à Rotterdam pousse le comité de la Zilveren Bal à organiser le tournoi à La Haye chez le club de Quick.
À partir de 1912 chaque joueur de l'équipe victorieuse reçoit un peignoir à la fin du match, une tradition qui perdure désormais lors de la coupe des Pays-Bas.
Après sa victoire 2-0 face à Feyenoord en 1924, HBS garde le deuxième trophée en raison de ses cinq victoires.
En 1937, Feyenoord conserve la 3e version du trophée pour ses cinq victoires dans la compétition.
La compétition est stoppée lors du passage au professionnalisme du football aux Pays-Bas en 1954 car le comité d'organisation ne concevait pas le professionnalisme en accord avec l'esprit du tournoi. Le comité organise en 1956 un dernier tournoi avec des clubs restés amateurs mais le succès n'est pas au rendez-vous. Un nouveau comité se forme à La Haye pour perdurer la tradition et organisera le tournoi jusqu'en 1985.
Le 15 novembre 2010, Feyenoord et Sparta décident de mettre en jeu un trophée nommé Zilveren Bal lors du derby du 5 janvier 2011 à Het Kasteel pour refaire vivre la tradition. Feyenoord remporte à l'issue du match un trophée similaire aux anciens trophées de la Zilveren Bal. À la suite des nombreuses critiques émises au sujet de l'événement, les clubs décident de ne pas renouveler l'opération.

## Annexe